# Abraham B. Yehoshúa
A. B. Yehoshúa o Abraham 'Buli' Yehoshúa (אברהם ב. יהושע) (Jerusalén; 19 de diciembre de 1936-Tel Aviv; 14 de junio de 2022) fue un escritor israelí que, además de la novela, cultivó el cuento, el teatro y el ensayo. 

## Biografía
Perteneció a una quinta generación de judíos sefarditas instalados en Palestina. Sirvió en el ejército como paracaidista y tras licenciarse en Literatura en la Universidad Hebrea de Jerusalén, se dedicó a la docencia. De 1963 a 1967, vivió en París. Enseñó en la Universidad de Haifa desde 1972.
Comenzó su carrera literaria tras el servicio militar en Tsáhal. 
Izquierdista y pacifista, se comprometió en favor del proceso de paz entre israelíes y palestinos, participó en la Iniciativa de Ginebra.
Fue profesor visitante en varias universidades estadounidenses. Recibió numerosos premios, entre los que destacan el Bialik y el Israel.
Falleció el 14 de junio de 2022 en Tel Aviv víctima de un cáncer. Tenía ochenta y cinco años.

## Obras
- Una noche de mayo (Layla be-may), obra de teatro en tres actos, Org. Sion. Mund. Dept. de Educ, Jerusalén, 1971
- Tres días y un niño (Shlosha yamim ve-yeled, 1975), cuentos
- El amante, novela, 1977 (Hame'ahev), El Cid, Buenos Aires, 1980 y Duomo, Barcelona, 2013
- Divorcio tardío, novela, 1982 (Gerushim me'uharim), trad.: Ana María Bejarano; Alfaguara, Madrid, 1984
- Moljo, novela, 1987.  (Moljo), trad.: Ana María Bejarano. L.B. Publishing Co. Jerusalem, 1997. Impreso en Colombia.
- Marea alta y otros relatos, Editorial Ausa, Sabadell, 1989
- El señor Mani, novela, 1990 (Mar Mani), Anaya & Mario Muchnik, 1994
- Viaje al fin del milenio, novela, 1997 (Masah el tom ha-elef), trad.: Sonia De Pedro, Raquel García Lozano; Siruela, Madrid, 1999
- Israel: un examen moral, ensayos
- La novia liberada, novela, 2001 (Ha-kala hha-meshachreret), Anagrama, Barcelona, 2005[4]
- Una mujer en Jerusalén, novela, 2004 (Shlijutó shel ha-memuné al mashavei ehosh = 'La misión del director de recursos humanos'), trad.: Sonia de Pedro, Anagrama, Barcelona, 2008[5]
- El cantar del fuego, novela, 2007 (Esh Jedidutit), trad.: Ana María Bejarano; Duomo Ediciones, Barcelona, 2012
- Caridad española, novela, 2011. Traducida al año siguiente al francés con el título de Rétrospective, ganó el Premio Médicis Extranjero;[6] y el Premio al mejor libro extranjero en Francia. Aún no ha sido publicada en español)